# Пошивалово
Пошивалово — деревня в Опочецком районе Псковской области России. Входит в состав Звонской волости.
Расположена в 17 км к югу от города Опочка и в 1 км к юго-востоку от деревни Балахи.
Численность населения по состоянию на 2000 год составляла 10 человек, на 2012 год — 10 человек.
До 2005 года деревня входила в состав ныне упразднённой Краснооктябрьской волости с центром в д. Балахи.